# تيموثي بييل
تيموثي بييل (بالإنجليزية: Timothy Beal)‏ هو كاتب مقالات أمريكي، ولد في 1963.